# Tony Jeffries
Tony Jeffries (* 2. März 1985 in Sunderland) ist ein ehemaliger britischer Boxer. Er gewann bei den Olympischen Spielen 2008 in Peking eine Bronzemedaille im Halbschwergewicht.

## Werdegang

### Amateurkarriere
Tony David Jeffries, Spitzname „Jaffa“, wuchs im Stadtteil East Herrington seiner Heimatstadt Sunderland auf und begann dort im Alter von zehn Jahren beim Lambton Street Boy's Club Sunderland mit dem Boxen. Animiert dazu wurde er von seiner Mutter und seinem Onkel William Young „Billy“ Bryce, einem früheren Profiboxer. Er entwickelte schon sehr früh großes Talent und wurde mit 14 Jahren 1999 erstmals englischer Schülermeister. Er wechselte daraufhin zum renommierten Sunderland ABC (ABC = Amateur Boxing Club) und wurde im Juniorenalter zweimal englischer Meister. Trainiert wurde er seinerzeit von Bobby Butts und Johnny Richarson. 2001 gewann er die Goldmedaille im Halbmittelgewicht bei den Europameisterschaften der Kadetten in Liverpool und 2003 eine Bronzemedaille im Mittelgewicht bei den Europameisterschaften der Junioren in Warschau.
2004 startete er bei den EU-Meisterschaften in Madrid, wo er im Halbfinale des Halbschwergewichts gegen den Polen Aleksy Kuziemski mit einer Bronzemedaille ausschied. 2005 gewann er zudem die Silbermedaille im Halbschwergewicht bei den Meisterschaften des Commonwealth in Glasgow. Er war dabei im Finale kampflos aufgrund einer Verletzung nicht gegen Shawn Cox aus Barbados angetreten. Ebenfalls 2005 gewann er erneut eine Bronzemedaille bei den EU-Meisterschaften in Cagliari, als er im Halbfinale des Halbschwergewichts gegen Marijo Šivolija unterlegen war.
2006 wurde er englischer Meister und schied im Viertelfinale der Commonwealth Games in Melbourne gegen den Schotten Kenneth Anderson aus. 2007 startete er dann bei den Weltmeisterschaften in Chicago und kämpfte sich gegen den Niederländer Daniël Kooij, den US-Amerikaner Christopher Downs und den Belarussen Ramasan Magomedow ins Viertelfinale vor, wo er gegen den Kasachen Jerkebulan Schynalijew ausschied. Damit qualifizierte sich Jeffries für die Olympischen Spiele 2008 in Peking. Zuvor nahm er noch an den EU-Meisterschaften 2008 in Władysławowo teil, wo er Damian Kośmider aus Polen und Imre Szellő aus Ungarn schlagen konnte, eher im Finale gegen Kenneth Egan aus Irland verlor und die Silbermedaille gewann.
Bei den Olympischen Spielen 2008 besiegte er im Achtelfinale den Kolumbianer Eleider Álvarez und im Viertelfinale den Ungar Imre Szellő. Beim Kampf um den Finaleinzug unterlag er dann erneut gegen Kenneth Egan und schied daher mit einer Bronzemedaille aus.

### Profikarriere
Tony Jeffries bestritt sein Profidebüt am 27. Februar 2009 und seinen letzten Kampf am 3. September 2011, ehe er 2012 aufgrund einer Handverletzung seine Karriere beendete. Er kam auf nur zehn Kämpfe mit neun Siegen und einem Unentschieden, dieses erzielte er am 23. Juli 2010 gegen den Polen Michal Banbula. Am 16. Oktober 2009 hatte er den belarussischen Meister Artem Solomko besiegt. Er stand beim Boxpromoter Frank Maloney unter Vertrag.